# Vatica obscura
Vatica obscura är en tvåhjärtbladig växtart som beskrevs av Henry Trimen. Vatica obscura ingår i släktet Vatica och familjen Dipterocarpaceae. Inga underarter finns listade i Catalogue of Life.